# Congresso Luso-Afro-Brasileiro de Ciências Sociais
O primeiro Congresso Luso-Afro-Brasileiro de Ciências Sociais foi realizado na cidade de Coimbra, em Portugal pelo Centro de Estudos Sociais da Universidade de Coimbra, no ano de 1990, tendo como participantes os cientistas sociais dos países de língua oficial portuguesa: Angola, Brasil, Cabo Verde, Guiné-Bissau, Moçambique, Portugal e São Tomé e Príncipe.
Em 1992, foi realizado na cidade de São Paulo, o II Congresso Luso-Afro-Brasileiro de Ciências Sociais, pelo Departamento de Sociologia da Faculdade de Filosofia, Letras e Ciências Humanas da Universidade de São Paulo, onde como parte do programa ofereceu três cursos: africanidade, cultura brasileira e cultura portuguesa.
Em 1994, o III Congresso foi organizado pelo Instituto de Ciências Sociais da Universidade de Lisboa. Subordinado ao tema “Dinâmicas Culturais: novas faces, outros olhares”, o Congresso centrou-se nos novos desafios criados pelas sociedades multiculturais e no papel das ciências sociais no estudo das relações daí emergentes.
Em 1996, o IV Congresso debateu o tema “Territórios da Língua Portuguesa – Culturas, Sociedades e Políticas no Mundo Contemporâneo” e a sua organização esteve a cargo do Instituto de Filosofia e Ciências Sociais da Universidade Federal do Rio de Janeiro (IFCS-UFRJ). Neste Congresso foi discutida a criação da «Associação Luso-Afro-Brasileira de Ciências Sociais», que seria encarregada da organização dos congressos futuros, de um intercâmbio mais sistemático entre os interessados e da publicação de uma revista.
Em 1998, ocorreu o primeiro Congresso realizado em África. O V Congresso foi organizado pela Universidade Eduardo Mondlane, em Maputo, e abarcou um leque variado de temas-base: Segurança das Sociedades, Novas Democracias, Artes e Sociedades, Populações e Territórios e Oceano Índico. Decidiu-se constituir a Associação de Ciências Sociais e Humanas em Língua Portuguesa (ACSHELP) e o lançamento de uma publicação própria, a revista Travessias, apresentada como a revista da Associação de Ciências Sociais e Humanas em Língua Portuguesa.
Em 2000, o VI Congresso foi subordinado ao tema “As Ciências Sociais nos espaços de língua portuguesa: balanços e desafios” e a sua organização esteve a cargo do Centro Leonardo Coimbra da Faculdade de Letras da Universidade do Porto.
Em 2002, a organização do VII Congresso esteve a cargo do Instituto Universitário de Pesquisas do Rio de Janeiro (IUPERJ)/Universidade Cândido Mendes. Ao definir como tema dominante “As Linguagens da Lusofonia”, a organização procurou problematizar essa noção da língua partilhada, ao abordar a questão da diversidade das comunidades falantes da língua portuguesa. Foi eleita uma Comissão Permanente do Congresso Luso-Afro-Brasileiro de Ciências Sociais, entendida como uma estrutura flexível que acompanharia a organização dos vários congressos (além da edição da revista Travessias).
Em 2004, o VIII Congresso foi organizado em Coimbra pelo Centro de Estudos Sociais da Universidade de Coimbra, subordinado ao tema "A Questão Social no Novo Milénio", sublinhando o facto de que depois das profundas transformações, lutas e experiências sociais vividas ao longo dos últimos dois séculos, não só os mais diversos projectos de justiça social não se completaram, como os mais elementares direitos humanos continuam diariamente a ser desrespeitados e as injustiças e desigualdades sociais são hoje mais visíveis do que nunca, quer nos países centrais, quer, sobretudo, nos países periféricos do hemisfério Sul.
Em 2006, o IX Congresso realizou-se em Luanda, sob o tema “Dinâmicas, Mudanças e Desenvolvimento no século XXI”, cuja organização esteve a cabo de um grupo amplo a Universidade Agostinho Neto (entidade suprema) e outras Universidades, instituições públicas e organizações da sociedade civil como, Universidade Católica de Angola, Universidade Lusíada de Angola, Universidade Jean Piaget de Angola, Universidade Independente de Angola, Instituto Superior Privado de Angola, Acção para o Desenvolvimento Rural e Ambiente, Associação de Psicólogos de Angola, Arquivo Histórico Nacional, Instituto de Línguas Nacionais, Sociedade Angolana de Sociologia, União dos Escritores Angolanos, Associação Angolana de Antropólogos e Sociólogos de Angola e Associação de Economistas Angolanos.
Em 2009, o X Congresso teve lugar em Braga, na Universidade do Minho, subordinado ao tema "Sociedades Desiguais, Paradigmas em Confronto". Tendo como pano de fundo a diversidade e a complexidade de realidades sociais em sociedades geográfica, histórica e sociologicamente diferenciadas como as lusófonas – e desiguais entre si e no seu próprio seio a nível territorial, económico, político e cultural –, o Congresso colocou o desafio de contribuir para problematizar, analisar e aprofundar o conhecimento dessas realidades na actual época de globalização, confrontar as diversas mundividências e paradigmas teóricos em presença.
Em 2011, o XI Congresso foi organizado pelo Centro de Estudos Afro-Orientais da Universidade Federal da Bahia(UFBA), em Salvador (Bahia), subordinado ao tema "Diversidades e (Des)Igualdades". Neste Congresso foi constituída a Associação Internacional de Ciências Sociais e Humanas em Língua Portuguesa e eleitos os seus primeiros órgãos sociais.
Em 2015, realizou-se o XII Congresso, organizado na Faculdade de Ciências Sociais e Humanas da Universidade Nova de Lisboa, entre 1 e 5 de fevereiro, sob o tema “Imaginar e Repensar o Social: Desafios às Ciências Sociais em Língua Portuguesa, 25 anos depois". Foi também realizada a 1ªa edição do Congresso da AICSHLP.20
Em 2018 realizou-se o XIII CONLAB, na Escola de Filosofia, Letras e Ciências Humanas da Universidade Federal de São Paulo - EFLCH/UNIFESP, na cidade de Guarulhos/SP (Brasil), com o tema "África, Diásporas e o Diálogo Sul-Sul: Descolonizando as Ciências Sociais e Humanas".